# Concordia (kommun i Colombia, Magdalena, lat 10,23, long -74,78)
Concordia är en kommun i Colombia.   Den ligger i departementet Magdalena, i den norra delen av landet, 600 km norr om huvudstaden Bogotá. Antalet invånare är 10 244.